# Rue Francis-Garnier
Pour les articles homonymes, voir Francis Garnier (homonymie) et Garnier.
La rue Francis-Garnier est une voie du 17e arrondissement de Paris, en France.

## Situation et accès
La rue Francis-Garnier est une voie publique située dans le 17e arrondissement de Paris. Elle débute au 22, boulevard Bessières et se termine au 21, rue André-Bréchet.

## Origine du nom

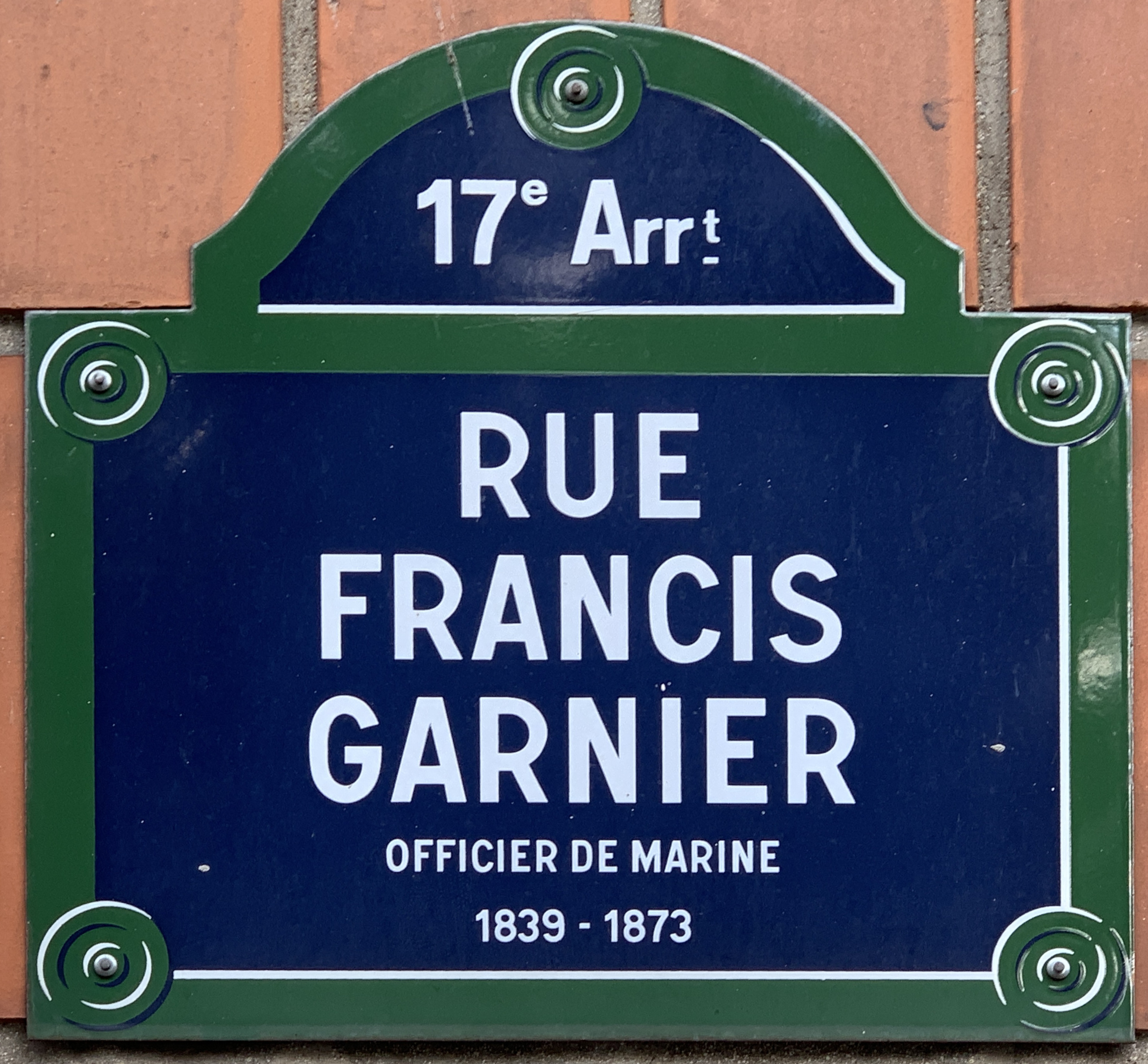
Plaque de la rue.

La rue a été nommée en 1932 en l'honneur de Marie Joseph François, dit Francis Garnier (1839-1873), explorateur de l'Indochine.

## Historique
Cette rue est ouverte et prend sa dénomination actuelle en 1932 sur l'emplacement du bastion no 40 de l'enceinte de Thiers.